# 银河系漫游指南 (小说)
《银河系漫游指南》（英語：The Hitchhiker's Guide to the Galaxy），為英国科幻小说作家道格拉斯·亞當斯創作的银河系漫游指南系列科幻喜剧系列小说中的第一本，亦可指稱全系列作品。本書及其系列作品在中文圈有多種譯名，單以本書而言，即有台灣時報文化、木馬文化出版時所譯《銀河便車指南》、中國大陸四川科技出版社所譯《銀河系漫遊指南》、上海譯文出版社所譯《銀河系搭車客指南》等。小說內容改编自他本人为英国广播公司第四电台（BBC Radio 4）所写的广播剧剧本。该书1979年10月12日首次由麦克米伦出版公司（Pan Books）出版，次周成为英国图书销量榜冠军，前3个月內销售超过25万本。截至2005年，这本小说已被翻译成超过30种语言在全世界发行，并且被改编为电视剧、电影、舞台剧等多种艺术形式的作品。

## 书名和起源
小说的最初版本来自英国广播公司（BBC）一个名为《地球末日》（The Ends of the Earth）的播出计划，包括6个结局均为地球毁灭的各自独立的故事，其中第一个故事的名字即为“银河系漫游指南”。作者道格拉斯·亞當斯声称是自己1971年帶著一本《欧洲漫游指南》(Hitch-hiker's Guide to Europe)獨遊奧地利因斯布魯克時，處處碰壁，喝醉了酒，仰望星空，于是想到以银河系漫游指南为题的主意。不过亚当斯的朋友们认为，他在1973年时于希腊渡假时才想到书名的这个主意的。

## 故事大綱

小说中的描述的《银河系漫游指南》的外观（想象图）

福特·派法特（Ford Prefect）是一位宇宙漫遊研究員，來自參宿四附近的小星球，受雇於銀河便車指南公司，負責從银河系四處搜集資料，編輯《銀河便車指南》，但他已經被困於地球15年，直到一天，渥罡人受命負責摧毀地球，用作興建一條超空間快速道路，他藉機搭上便車，同時救走了他的地球朋友亞瑟·丹特。
渥罡人發現了兩人搭上便車，而渥罡人的長官決定將兩人從太空船拋出氣閘外，一般人在真空的環境下，只能存活三十秒，同時在三十秒被另一艘太空船救起的機會更是數億萬分之一。不過，銀河總統柴法德·癟頭士和他的地球女朋友崔莉恩剛巧偷走了以突破非或然率技術的太空船黃金之心，並駛經兩人被拋出氣閘的空間，又救起了兩人。
四人駕著黃金之心朝傳說的星球馬格西亞出發，傳說中，馬格西亞是一個替富人興建人造星球的星球，不過宇宙經濟過度膨脹，引發全宇宙的經濟破產，馬格拉斯的生意亦因此一落千丈，從此成為傳說。
亞瑟·丹特在馬格西亞上被告知，地球其實只是一個實驗。原來許多百萬年前，老鼠其實是一種超智慧生物，牠們建造了一部超級電腦深思，牠們問超級電腦，生命、宇宙以及任何事情的終極答案是什么，經過一段長時間的計算，深思告訴老鼠的後人答案是42，深思解釋它只能計算出答案是什麼，但此答案所對應的問題必須由另一部更高智能的電腦才能解釋，而該部電腦就是地球。
在計算出答案前的5分鐘，地球卻被渥罡人毀滅，地球的全部資料銷毀，老鼠認為僅有的資料寄存在最後離開地球的亞瑟·丹特的腦中，於是決定向亞瑟·丹特開刀做手術。

## 同系列后续小说
- 《宇宙盡頭的餐廳》（The Restaurant at the End of the Universe），1980年出版。[5]
- 《生命、宇宙及萬事萬物》（Life The Universe and Everything），1982年出版。[6]
- 《掰掰，謝謝你們的魚啦（英语：So_Long,_and_Thanks_for_All_the_Fish）》（So Long and thanks for all the Fish），1984年出版。[7]
- 《大部無害（英语：Mostly_Harmless）》（Mostly Harmless），1992年出版。[8]
- 《还有一件事……》（And Another Thing...），2009年出版。[9]

## 其他版本
- 精裝本由美國兰登书屋的子公司Harmony Books於1980年十月發行；1981年美國版首度發行時還在《滾石雜誌》（Rolling Stone）上送出三千本，以建立口碑。
- 1994年《插图版银河系漫游指南》（The Illustrated Hitchhiker's Guide to the Galaxy）首度发行。
- 2005年四川科学技术出版社在中国大陆地区发行《银河系漫游指南》中文版。[10]
- 2005年由時報文化於台灣出版繁體中文版。

## 改編作品

### 电视剧
電視劇版於1981年在BBC第二台首播，總共6集，導演是艾伦·贝尔（Alan J. W. Bell），沿用了不少原廣播劇中的演員。

### 电影
《银河系漫游指南》电影版于2004年开始拍摄，由盖奇·珍尼斯（Garth Jennings）导演，史蒂芬·弗莱（Stephen Fry）、海伦·米伦（Helen Mirren）、約翰·馬克維奇（John Malkovich）、山姆·洛克威尔（Sam Rockwell）、柔伊·黛絲香奈（Zooey Deschanel）、比·乃爾（Bill Nighy）、艾伦·里克曼（Alan Rickman）、茅斯·达夫（Mos Def）等出演。该片于2005年4月28日在英国伦敦上映。電影台灣譯名為《星際大奇航》，香港譯名則為《星際快閃黨》。

### 舞台剧
由小说改编的舞台剧曾在1979年和1980年在英国伦敦上演。

## 脚注
1. ↑  Webb, Nick. . Chatham, Kent: Headline. 6 October 2003: 157. ISBN 0-7553-1155-8.
2. 1 2  Simpson, M. J.  Second Edition. Pocket Essentials. 2005: 120. ISBN 1-904048-46-3.
3. ↑  Ken Welsh. . Pan Books. 1971. ISBN 0-8128-1446-0.
4. ↑  Simpson, M. J.  First US Edition. Justin Charles & Co. 2003: 340. ISBN 1-932112-17-0.
5. ↑  Adams, Douglas. . UK: Pan Books. 1980. ISBN 0-345-39181-0.
6. ↑  Adams, Douglas. . UK: Pan Books. 1982. ISBN 0-345-39182-9.
7. ↑  Adams, Douglas. . UK: Pan Books. 1984. ISBN 0-330-28700-1.
8. ↑  Adams, Douglas. . UK: Pan Books. 1992. ISBN 0-330-32311-3.
9. ↑  Colfer, Eoin. . UK: Pan Books. 2009. ISBN 978-1-4013-2358-5.
10. ↑  道格拉斯·亚当斯. . 中国: 四川科学技术出版社. 2005. ISBN 753645757X.
11. ↑  Getlib电影资料库[永久]
12. ↑  The Hitchhiker's Guide To The Galaxy 的存檔，存档日期2004-05-28.，电影版银河系漫游指南官方网页

## 外部連結
- Review by StarlightFading.net
- The Hitchhiker's Guide to the Galaxy on Literapedia
- Audio review and discussion of The Hitchhiker's Guide to the Galaxy （页面存档备份，存于）  at The Science Fiction Book Review Podcast （页面存档备份，存于）